# Le Mans Sarthe Basket
Le Mans Sarthe Basket, conocido a menudo como MSB. es un club de baloncesto francés, de la ciudad de Le Mans (región Países del Loira, departamento del Sarthe). Aunque la sección de baloncesto fue creada en 1939. 
Actualmente compite en la Pro A, y en la Basketball Champions League, la segunda competición europea. Disputa sus encuentros en el "Antarès".

## Historia
En 1928, un industrial francés, Léopold Gouloumés llegó a la ciudad de Le Mans y fundó la asociación de alimentos: la Société des Comptoirs Modernes. Al igual que muchas otras industrias del momento, él y Bernard Gasnal, fundaron su propio club de deporte llamado Goulou Club en 1938. Pero en septiembre de 1939 la Segunda Guerra Mundial estalló y se necesitaban a los hombres para luchar. Con la ausencia de los hombres, las mujeres decidieron convencer al club Goulou en la creación de un equipo de baloncesto para ellas.
En 1941, el gobierno francés prohibió a los clubes deportivos utilizar el nombre de una industria por lo que el club Goulou cambió su nombre por el de Modern Sporting Club.  En 1952, las chicas de Le Mans ganaron el título de campeón de Francia. Entonces después de eso Bernard Gasnal fundó un equipo masculino. En 1963 el equipo se unió a la élite.
Los siguientes años a partir de 1969-1970 fueron muy exitosos, ganaron la Copa de Francia en 1964 y el Campeonato en 1978 y 1979. Después de la euforia de los partidos europeos, el club estaba luchando por sobrevivir debido a la superioridad de los equipos de CSP Limoges y Pau-Orthez El SMC existía después de que MSB fuera creado y estaban preocupados por parte de aficionados de la asociación.

## Posiciones en liga
| Temporada | Nivel | Liga  | Pos. | G–P   | Copa de Francia  | Leaders Cup      | Competiciones europeas | Competiciones europeas |
| --------- | ----- | ----- | ---- | ----- | ---------------- | ---------------- | ---------------------- | ---------------------- |
| 2005–06   | 1     | Pro A | 1.º  |       |                  | Campeón          | 2 ULEB Cup             | TR                     |
| 2006–07   | 1     | Pro A | 6.º  | 22–15 |                  | Finalista        | 1 Euroleague           | TR                     |
| 2007–08   | 1     | Pro A | 3.º  | 26–9  | Octavos de final | Cuartos de final | 1 Euroleague           | TR                     |
| 2008–09   | 1     | Pro A | 3.º  | 23–12 | Campeón          | Campeón          | 1 Euroleague           | TR                     |
| 2009–10   | 1     | Pro A | 2.º  | 26–10 | Octavos de final | Cuartos de final | 2 Eurocup              | L16                    |
| 2010–11   | 1     | Pro A | 8.º  | 14–18 | Octavos de final |                  | 2 Eurocup              | L16                    |
| 2011–12   | 1     | Pro A | 2.º  | 23–14 | Cuartos de final | Semifinales      | 2 Eurocup              | TR                     |
| 2012–13   | 1     | Pro A | 6.º  | 17–16 | Ronda de 32      | Semifinales      | 2 Eurocup              | TR                     |
| 2013–14   | 1     | Pro A | 5.º  | 19–13 | Cuartos de final | Campeón          | 2 Eurocup              | TR                     |
| 2014–15   | 1     | Pro A | 3.º  | 21–19 | Octavos de final | Finalista        | 3 EuroChallenge        | QF                     |
| 2015–16   | 1     | Pro A | 3.º  | 25–15 | Campeón          | Cuartos de final | 2 Eurocup              | TR                     |
| 2016–17   | 1     | Pro A | 12.º | 14–20 | Finalista        |                  | 3 Champions League     | R16                    |
| 2017–18   | 1     | Pro A | 1.º  | 29–18 | Ronda de 32      | Finalista        |                        |                        |
| 2018–19   | 1     | Pro A | 8.º  | 20–14 | Finalista        | Semifinales      | 3 Champions League     | EF                     |
| 2019–20   | 1     | Pro A | 9.º  | 11–14 | Ronda preliminar |                  | 3 Champions League     | EF                     |
| 2020–21   | 1     | Pro A | 7.º  | 19–15 | Cuartos de final |                  |                        |                        |
| 2021–22   | 1     | Pro A | 9.º  | 17–17 | Octavos de final |                  | 3 Champions League     | RP                     |
| 2022–23   | 1     | Pro A | 6.º  | 19–15 | Semifinales      |                  |                        |                        |

1. ↑  La temporada 2019–20 fue declarada nula debido a la pandemia del coronavirus. Le Mans era noveno en la clasificación en ese momento.

## Palmarés
- Campeón de la Ligue Nationale de Basket-ball: 1977-78, 1978-79, 1981-82, 2005-06 y 2017-18.
  - Subcampeón de la Ligue Nationale de Basket-ball: 1969-70, 1973-74, 1979-80, 1980-81, 1982-83, 2009-10, 2011-12.

- Campeón de la Copa de baloncesto de Francia: 1964, 2004, 2009, 2016
  - Subcampeón de la Copa de baloncesto de Francia: 1970, 2017, 2019.

- Campeón de la Leaders Cup: 2005-06, 2008-09, 2013-14.
  - Subcampeón de la Leaders Cup: 2003-04, 2006-07, 2014-15, 2017-18.

- Campeón del Campeonato de Francia de Baloncesto Pro B : 1990.

## Jugadores destacados
- Christian Baltzer
- Jean-Pierre Goisbault
- Hervé Dubuisson
- Pierre Cordevant
- Jacky Lamothe
- Michel Audureau
- Jean-Marc Conter
- Olivier Hanquiez
- Patrick Robin
- Eric Beugnot
- Stéphane Ostrowski
- Gregor Beugnot
- Philippe Urie
- Bernard Gasnal
- Claude Gasnal
- Claude Peter
- Vincent Collet
- Christophe Henry
- Olivier Garry
- Makan Dioumassi
- Thierry Rupert
- Antoine Diot
- Nicolas Batum
- Rodrigue Beaubois
- Antoine Eito
- Jérémy Leloup
- Marc-Antoine Pellin
- Pape Sy
- Justy Specker
- Lloyd King
- Art Kenney
- James Lister
- Floyd Allen
- Alex Acker
- Eric Campbell
- Brian Chase
- Sam Clancy, Jr.
- Andrew Drevo
- Vaughn Duggins
- Keith Jennings
- Khalid El-Amin
- Kenny Gregory
- Jermaine Guice
- Armon Johnson
- Hollis Price
- Shawnta Rogers
- Dennis Hopson
- Dewarick Spencer
- Chris King
- Rahshon Turner
- Marcellus Sommerville
- DaShaun Wood
- Phil Ricci
- Marc Salyers
- Josh Grant
- Reyshawn Terry
- Torey Thomas
- Clay Tucker
- Cuthbert Victor
- Pablo Martínez Martínez
- Jurica Ruzic
- Ondrej Starosta
- Nedeljko Asceric
- Raviv Limonad
- Ido Kozikaro
- Michał Ignerski
- Michalis Kakiouzis
- Luka Bogdanović
- Nebojša Bogavac
- Hüseyin Beşok
- João Paulo Batista
- Babacar Niang
- Maleye N'Doye
- - Marko Kešelj
- - Ognjen Aškrabić
- - Sandro Nicević
- - Max Kouguere
- - J.D.Jackson
- - Aaron Cel
- - Ben Dewar
- - Jason Reese
- - Bill Cain
- -  Dwayne Scholten
- - Troy Truvillion
- - Bob Wymbs
- - Larry Lawrence
- - Darius Washington
- - Voise Winter
- - Zack Wright
- - David Blu
- - Taylor Rochestie
- - Bobby Dixon
- - Yannick Bokolo
- - Charles Kahudi
- - Nobel Boungou Colo
- - Pape-Philippe Amagou
- - Alain Koffi
- - Amara Sy

## Números retirados
- João Paulo Batista-#13
- JD Jackson-#14